# Colonial Automobile Company (Indiana)
Colonial Automobile Company war ein US-amerikanischer Hersteller von Automobilen.

## Unternehmensgeschichte
D. A. Alig, H. M. McDermid und R. C. Fulcher gründeten das Unternehmen im Januar 1917. Der Sitz war zunächst in Detroit in Michigan und ab Juli 1917 in Indianapolis in Indiana. Die Produktion von Automobilen fand nur 1917 statt. Der Markenname lautete Colonial. Insgesamt entstanden nur wenige Fahrzeuge, auf jeden Fall wesentlich weniger als 1000.
Es gab keine Verbindung zu den anderen Herstellern von Fahrzeugen der Marke Colonial: Colonial Electric Car Company, Colonial Motors Corporation und Colonial Carriage Company.

## Fahrzeuge
Das einzige Modell wurde Six genannt. Ein Sechszylindermotor mit OHV-Ventilsteuerung und 35 PS Leistung trieb die Fahrzeuge an. Das Fahrgestell hatte 295 cm Radstand. Die meisten waren als Tourenwagen karosseriert. Der Neupreis betrug 995 US-Dollar.